# Lijst van wapens van Belgische gemeenten
Dit artikel bevat een lijst van wapens van Belgische gemeenten. De lijst is gesorteerd op alfabetische volgorde beginnende bij de provincies en het Brussels Hoofdstedelijk Gewest.

## Antwerpen

Wapen van Aartselaar
Wapen van Antwerpen
Wapen van Arendonk
Wapen van Baarle-Hertog
Wapen van Balen
Wapen van Beerse
Wapen van Berlaar
Wapen van Boechout
Wapen van Bonheiden
Wapen van Boom
Wapen van Bornem
Wapen van Borsbeek
Wapen van Brasschaat
Wapen van Brecht
Wapen van Dessel
Wapen van Duffel
Wapen van Edegem
Wapen van Essen
Wapen van Geel
Wapen van Grobbendonk
Wapen van Heist-op-den-Berg
Wapen van Hemiksem
Wapen van Herentals
Wapen van Herenthout
Wapen van Herselt
Wapen van Hoogstraten
Wapen van Hove
Wapen van Hulshout
Wapen van Kalmthout
Wapen van Kapellen
Wapen van Kasterlee
Wapen van Kontich
Wapen van Laakdal
Wapen van Lier
Wapen van Lille
Wapen van Lint
Wapen van Malle
Wapen van Mechelen
Wapen van Meerhout
Wapen van Merksplas
Wapen van Mol
Wapen van Mortsel
Wapen van Niel
Wapen van Nijlen
Wapen van Olen
Wapen van Oud-Turnhout
Wapen van Putte
Wapen van Puurs
Wapen van Ranst
Wapen van Ravels
Wapen van Retie
Wapen van Rijkevorsel
Wapen van Rumst
Wapen van Schelle
Wapen van Schilde
Wapen van Schoten
Wapen van Sint-Amands
Wapen van Sint-Katelijne-Waver
Wapen van Stabroek
Wapen van Turnhout
Wapen van Vorselaar
Wapen van Vosselaar
Wapen van Westerlo
Wapen van Wijnegem
Wapen van Willebroek
Wapen van Wommelgem
Wapen van Wuustwezel
Wapen van Zandhoven
Wapen van Zoersel
Wapen van Zwijndrecht

## Brussels Hoofdstedelijk Gewest

Wapen van Anderlecht
Wapen van Brussel
Wapen van Elsene
Wapen van Etterbeek
Wapen van Evere
Wapen van Ganshoren
Wapen van Jette
Wapen van Koekelberg
Wapen van Oudergem
Wapen van Schaarbeek
Wapen van Sint-Agatha-Berchem
Wapen van Sint-Gillis
Wapen van Sint-Jans-Molenbeek
Wapen van Sint-Joost-ten-Node
Wapen van Sint-Lambrechts-Woluwe
Wapen van Sint-Pieters-Woluwe
Wapen van Ukkel
Wapen van Vorst
Wapen van Watermaal-Bosvoorde

## Henegouwen

Wapen van Aat
Wapen van Aiseau-Presles
Wapen van Anderlues
Wapen van Antoing
Wapen van Beaumont
Wapen van Belœil
Wapen van Bergen
Wapen van Bernissart
Wapen van Binche
Wapen van Boussu
Wapen van Brugelette
Wapen van Brunehaut
Wapen van Celles
Wapen van Chapelle-lez-Herlaimont
Wapen van Charleroi
Wapen van Châtelet
Wapen van Chièvres
Wapen van Chimay
Wapen van Colfontaine
Wapen van Courcelles
Wapen van Doornik
Wapen van Dour
Wapen van Écaussinnes
Wapen van Edingen
Wapen van Elzele
Wapen van Erquelinnes
Wapen van Estaimpuis
Wapen van Estinnes
Wapen van Farciennes
Wapen van Fleurus
Wapen van Fontaine-l'Évêque
Wapen van Frameries
Wapen van Frasnes-lez-Anvaing
Wapen van Froidchapelle
Wapen van Gerpinnes
Wapen van 's-Gravenbrakel
Wapen van Ham-sur-Heure-Nalinnes
Wapen van Hensies
Wapen van Honnelles
Wapen van Jurbeke
Wapen van Komen-Waasten
Wapen van La Louvière
Wapen van Le Rœulx
Wapen van Lens
Wapen van Les Bons Villers
Wapen van Lessen
Wapen van Leuze-en-Hainaut
Lobbes voert geen wapen.
Wapen van Manage
Wapen van Merbes-le-Château
Wapen van Moeskroen
Wapen van Momignies
Wapen van Mont-de-l'Enclus
Wapen van Montigny-le-Tilleul
Wapen van Morlanwelz
Wapen van Opzullik
Wapen van Pecq
Wapen van Péruwelz
Wapen van Pont-à-Celles
Wapen van Quaregnon
Wapen van Quévy
Wapen van Quiévrain
Wapen van Rumes
Wapen van Saint-Ghislain
Wapen van Seneffe
Wapen van Sivry-Rance
Wapen van Thuin
Wapen van Vloesberg
Wapen van Zinnik

## Limburg

Wapen van Alken
Wapen van As
Wapen van Beringen
Wapen van Bilzen
Wapen van Bocholt
Wapen van Borgloon
Wapen van Bree
Wapen van Diepenbeek
Wapen van Dilsen-Stokkem
Wapen van Genk
Wapen van Gingelom
Wapen van Halen
Wapen van Ham
Wapen van Hamont-Achel
Wapen van Hasselt
Wapen van Hechtel-Eksel
Wapen van Heers
Wapen van Herk-de-Stad
Wapen van Herstappe
Wapen van Heusden-Zolder
Wapen van Hoeselt
Wapen van Houthalen-Helchteren
Wapen van Kinrooi
Wapen van Kortessem
Wapen van Lanaken
Wapen van Leopoldsburg
Wapen van Lommel
Wapen van Lummen
Wapen van Maaseik
Wapen van Maasmechelen
Wapen van Nieuwerkerken
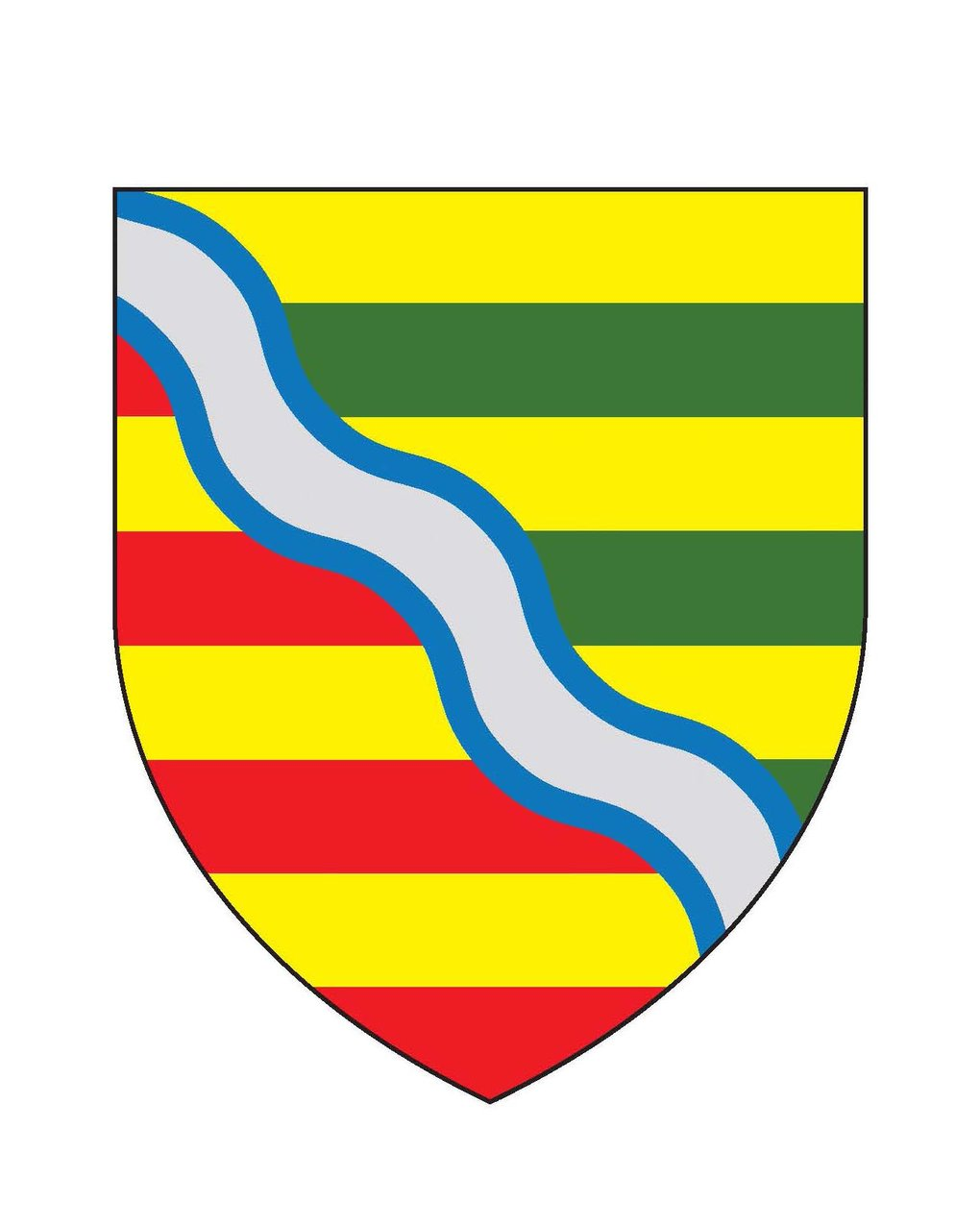
Wapen van Oudsbergen
Wapen van Peer
Wapen van Pelt
Wapen van Riemst
Wapen van Sint-Truiden
Wapen van Tessenderlo
Wapen van Tongeren
Wapen van Voeren
Wapen van Wellen
Wapen van Zonhoven
Wapen van Zutendaal

## Luik

Wapen van Amay
Wapen van Amel
Wapen van Ans
Wapen van Aubel
Wapen van Awans
Wapen van Aywaille
Wapen van Baelen
Wapen van Berloz
Wapen van Beyne-Heusay
Wapen van Bitsingen
Wapen van Blegny
Wapen van Borgworm
Wapen van Braives
Wapen van Büllingen
Wapen van Burdinne
Wapen van Burg-Reuland
Wapen van Bütgenbach
Chaudfontaine voert geen wapen.
Wapen van Clavier
Comblain-au-Pont voert geen wapen.
Wapen van Crisnée
Wapen van Dalhem
Wapen van Dison
Wapen van Donceel
Wapen van Engis
Wapen van Esneux
Wapen van Eupen
Faimes voert geen wapen.
Wapen van Ferrières
Wapen van Fexhe-le-Haut-Clocher
Wapen van Flémalle
Wapen van Fléron
Wapen van Geer
Wapen van Grâce-Hollogne
Wapen van Hamoir
Wapen van Hannuit
Wapen van Héron
Wapen van Herstal
Wapen van Herve
Wapen van Hoei
Wapen van Jalhay
Wapen van Juprelle
Wapen van Kelmis
Wapen van Lierneux
Wapen van Lijsem
Wapen van Limburg
Wapen van Lontzen
Wapen van Luik
Wapen van Malmedy
Wapen van Marchin
Wapen van Modave
Wapen van Nandrin
Neupré voert geen wapen.
Oerle voert geen wapen
Wapen van Olne
Oreye voert geen wapen
Ouffet voert geen wapen
Wapen van Oupeye
Wapen van Pepinster
Wapen van Plombières
Wapen van Raeren
Wapen van Remicourt
Saint-Georges-sur-Meuse voert geen wapen.
Saint-Nicolas voert geen wapen.
Wapen van Sankt Vith
Wapen van Seraing
Wapen van Soumagne
Wapen van Spa
Wapen van Sprimont
Wapen van Stavelot
Wapen van Stoumont
Wapen van Theux
Wapen van Thimister-Clermont
Wapen van Tinlot
Wapen van Trois-Ponts
Trooz voert geen wapen
Verlaine voert geen wapen
Wapen van Villers-le-Bouillet
Wapen van Wanze
Wapen van Wasseiges
Wapen van Weismes
Wapen van Welkenraedt
Wapen van Wezet

## Luxemburg

Wapen van Aarlen
Wapen van Attert
Wapen van Aubange
Wapen van Bastenaken
Wapen van Bertogne
Wapen van Bertrix
Wapen van Bouillon
Wapen van Chiny
Daverdisse voert geen wapen.
Wapen van Durbuy
Wapen van Érezée
Wapen van Étalle
Fauvillers voert geen wapen.
Wapen van Florenville
Wapen van Gouvy
Wapen van Habay
Wapen van Herbeumont
Wapen van Hotton
Wapen van La Roche-en-Ardenne
Léglise voert geen wapen.
Wapen van Libin
Libramont-Chevigny voert geen wapen.
Wapen van Manhay
Wapen van Marche-en-Famenne
Martelange voert geen wapen.
Wapen van Meix-devant-Virton
Wapen van Messancy
Wapen van Musson
Wapen van Nassogne
Wapen van Neufchâteau
Wapen van Paliseul
Wapen van Rendeux
Wapen van Rouvroy
Wapen van Saint-Hubert
Wapen van Saint-Léger
Sainte-Ode voert geen wapen.
Wapen van Tellin
Tenneville voert geen wapen.
Wapen van Tintigny
Wapen van Vaux-sur-Sûre
Wapen van Vielsalm
Wapen van Virton
Wapen van Wellin

## Namen

Wapen van Andenne
Wapen van Anhée
Wapen van Assesse
Wapen van Beauraing
Wapen van Bièvre
Wapen van Cerfontaine
Wapen van Ciney
Wapen van Couvin
Wapen van Dinant
Doische voert geen wapen.
Éghezée voert geen wapen.
Wapen van Fernelmont
Wapen van Floreffe
Wapen van Florennes
Wapen van Fosses-la-Ville
Wapen van Gedinne
Wapen van Gembloers
Wapen van Gesves
Wapen van Hamois
Wapen van Hastière
Wapen van Havelange
Wapen van Houyet
Wapen van Jemeppe-sur-Sambre
Wapen van La Bruyère
Wapen van Mettet
Wapen van Namen
Wapen van Ohey
Wapen van Onhaye
Wapen van Philippeville
Wapen van Profondeville
Wapen van Rochefort
Wapen van Sambreville
Wapen van Sombreffe
Wapen van Somme-Leuze
Wapen van Viroinval
Wapen van Vresse-sur-Semois
Wapen van Walcourt
Wapen van Yvoir

## Oost-Vlaanderen

Wapen van Aalst
Wapen van Aalter
Wapen van Assenede
Wapen van Berlare
Wapen van Beveren
Wapen van Brakel
Wapen van Buggenhout
Wapen van De Pinte
Wapen van Deinze
Wapen van Denderleeuw
Wapen van Dendermonde
Wapen van Destelbergen
Wapen van Eeklo
Wapen van Erpe-Mere
Wapen van Evergem
Wapen van Gavere
Wapen van Gent
Wapen van Geraardsbergen
Wapen van Haaltert
Wapen van Hamme
Wapen van Herzele
Wapen van Horebeke
Wapen van Kaprijke
Wapen van Kluisbergen
Wapen van Knesselare
Wapen van Kruibeke
Wapen van Kruishoutem
Wapen van Laarne
Wapen van Lebbeke
Wapen van Lede
Wapen van Lierde
Wapen van Lochristi
Wapen van Lokeren
Wapen van Lovendegem
Wapen van Maarkedal
Wapen van Maldegem
Wapen van Melle
Wapen van Merelbeke
Wapen van Moerbeke
Wapen van Nazareth
Wapen van Nevele
Wapen van Ninove
Wapen van Oosterzele
Wapen van Oudenaarde
Wapen van Ronse
Wapen van Sint-Gillis-Waas
Wapen van Sint-Laureins
Wapen van Sint-Lievens-Houtem
Wapen van Sint-Martens-Latem
Wapen van Sint-Niklaas
Wapen van Stekene
Wapen van Temse
Wapen van Waarschoot
Wapen van Waasmunster
Wapen van Wachtebeke
Wapen van Wetteren
Wapen van Wichelen
Wapen van Wortegem-Petegem
Wapen van Zele
Wapen van Zelzate
Wapen van Zingem
Wapen van Zomergem
Wapen van Zottegem
Wapen van Zulte
Wapen van Zwalm

## Vlaams-Brabant

Wapen van Aarschot
Wapen van Affligem
Wapen van Asse
Wapen van Beersel
Wapen van Begijnendijk
Wapen van Bekkevoort
Wapen van Bertem
Wapen van Bever
Wapen van Bierbeek
Wapen van Boortmeerbeek
Wapen van Boutersem
Wapen van Diest
Wapen van Dilbeek
Wapen van Drogenbos
Wapen van Galmaarden
Wapen van Geetbets
Wapen van Glabbeek
Wapen van Gooik
Wapen van Grimbergen
Wapen van Haacht
Wapen van Halle
Wapen van Herent
Wapen van Herne
Wapen van Hoegaarden
Wapen van Hoeilaart
Wapen van Holsbeek
Wapen van Huldenberg
Wapen van Kampenhout
Wapen van Kapelle-op-den-Bos
Wapen van Keerbergen
Wapen van Kortenaken
Wapen van Kortenberg
Wapen van Kraainem
Wapen van Landen
Wapen van Lennik
Wapen van Leuven
Wapen van Liedekerke
Wapen van Linkebeek
Wapen van Linter
Wapen van Londerzeel
Wapen van Lubbeek
Wapen van Machelen
Wapen van Meise
Wapen van Merchtem
Wapen van Opwijk
Wapen van Oud-Heverlee
Wapen van Overijse
Wapen van Pepingen
Wapen van Roosdaal
Wapen van Rotselaar
Wapen van Scherpenheuvel-Zichem
Wapen van Sint-Genesius-Rode
Wapen van Sint-Pieters-Leeuw
Wapen van Steenokkerzeel
Wapen van Ternat
Wapen van Tervuren
Wapen van Tielt-Winge
Wapen van Tienen
Wapen van Tremelo
Wapen van Vilvoorde
Wapen van Wemmel
Wapen van Wezembeek-Oppem
Wapen van Zaventem
Wapen van Zemst
Wapen van Zoutleeuw

## Waals-Brabant

Wapen van Bevekom
Wapen van Chastre
Wapen van Chaumont-Gistoux
Wapen van Court-Saint-Étienne
Wapen van Eigenbrakel
Wapen van Geldenaken
Wapen van Genepiën
Wapen van Graven
Wapen van Hélécine
Wapen van Incourt
Wapen van Itter
Wapen van Kasteelbrakel
Wapen van Lasne
Wapen van Mont-Saint-Guibert
Wapen van Nijvel
Wapen van Orp-Jauche
Wapen van Ottignies-Louvain-la-Neuve
Wapen van Perwijs
Wapen van Ramillies
Wapen van Rebecq
Wapen van Rixensart
Wapen van Terhulpen
Wapen van Tubeke
Wapen van Villers-la-Ville
Wapen van Walhain
Wapen van Waterloo
Wapen van Waver

## West-Vlaanderen

Wapen van Alveringem
Wapen van Anzegem
Wapen van Ardooie
Wapen van Avelgem
Wapen van Beernem
Wapen van Blankenberge
Wapen van Bredene
Wapen van Brugge
Wapen van Damme
Wapen van De Haan
Wapen van De Panne
Wapen van Deerlijk
Wapen van Dentergem
Wapen van Diksmuide
Wapen van Gistel
Wapen van Harelbeke
Wapen van Heuvelland
Wapen van Hooglede
Wapen van Houthulst
Wapen van Ichtegem
Wapen van Ieper
Wapen van Ingelmunster
Wapen van Izegem
Wapen van Jabbeke
Wapen van Knokke-Heist
Wapen van Koekelare
Wapen van Koksijde
Wapen van Kortemark
Wapen van Kortrijk
Wapen van Kuurne
Wapen van Langemark-Poelkapelle
Wapen van Ledegem
Wapen van Lendelede
Wapen van Lichtervelde
Wapen van Lo-Reninge
Wapen van Menen
Wapen van Meulebeke
Wapen van Middelkerke
Wapen van Moorslede
Wapen van Nieuwpoort
Wapen van Oostende
Wapen van Oostkamp
Wapen van Oostrozebeke
Wapen van Oudenburg
Wapen van Pittem
Wapen van Poperinge
Wapen van Roeselare
Wapen van Ruiselede
Wapen van Spiere-Helkijn
Wapen van Staden
Wapen van Tielt
Wapen van Torhout
Wapen van Veurne
Wapen van Vleteren
Wapen van Waregem
Wapen van Wervik
Wapen van Wevelgem
Wapen van Wielsbeke
Wapen van Wingene
Wapen van Zedelgem
Wapen van Zonnebeke
Wapen van Zuienkerke
Wapen van Zwevegem